# Ocean Avenue
Ocean Avenue är Yellowcards fjärde album. Den släpptes 22 juli 2003 av Capitol Records. Ocean Avenue certifierades av RIAA för platina i juli 2004, efter att ha sålt i över en miljon exemplar i USA.

## Låtlista
1. "Way Away" - 3:22
2. "Breathing" - 3:38
3. "Ocean Avenue" - 3:19
4. "Empty Apartment" - 3:36
5. "Life of a Salesman" - 3:18
6. "Only One" - 4:16
7. "Miles Apart" - 3:32
8. "Twenty Three" - 3:27
9. "View from Heaven" - 3:10
10. "Inside Out" - 3:40
11. "Believe" - 4:31
12. "One Year, Six Months" - 3:05
13. "Back Home" - 3:57
14. "Firewater" (bonuslåt på japansk utgåva)
15. "Hey Mike" (bonuslåt på japansk utgåva)
16. "Way Away" (akustisk, bonuslåt på japansk utgåva)
17. "Avondale" (akustisk, bonuslåt på japansk utgåva)